# Wauseon
Wauseon – miasto w Stanach Zjednoczonych, północno-zachodniej części stanu Ohio. 
Liczba mieszkańców w 2000 roku wynosiła 7112.

## Klimat
Miasto leży w strefie klimatu umiarkowanego, kontynentalnego, z gorącym latem, należącego według klasyfikacji Köppena do strefy Dfa. Średnia temperatura roczna wynosi 10,4°C, a opady 944,9 mm (w tym do 71,1 cm opadów śniegu). Średnia temperatura najcieplejszego miesiąca - lipca wynosi 21,7°C, natomiast najzimniejszego -4,7°C